# Полосатик Идена
Полосатик Идена (лат. Balaenoptera edeni, или Rorqualus edeni) — вид усатых китов из семейства полосатиковых (Balaenopteridae). Видовое название дано в честь британского дипломата Эшли Идена (1831—1887). До проведения в 1993 году молекулярно-генетического исследования полосатика Брайда (B. brydei, или R. brydei) обычно причисляли к этому же виду.
Полосатики Идена обитают в тропических и субтропических широтах и встречаются в восточной части Индийского океана, а также в западной части Тихого океана, прежде всего в районе Филиппин и Индонезии. Внешне они похожи на полосатиков Брайда, но, будучи размером от 7 до 10 м, они значительно меньше.
Так как все предпринятые до сих пор исследования были проведены на мёртвых особях, об образе жизни этого вида пока ничего не известно. Однако, можно предположить, что он похож на образ жизни полосатика Брайда. Он живёт в маленьких группах и питается преимущественно рыбой. Про численность популяции полосатика Идена и статус его нахождения под угрозой пока невозможно составить какие-либо оценки.